# Apu (Deus)

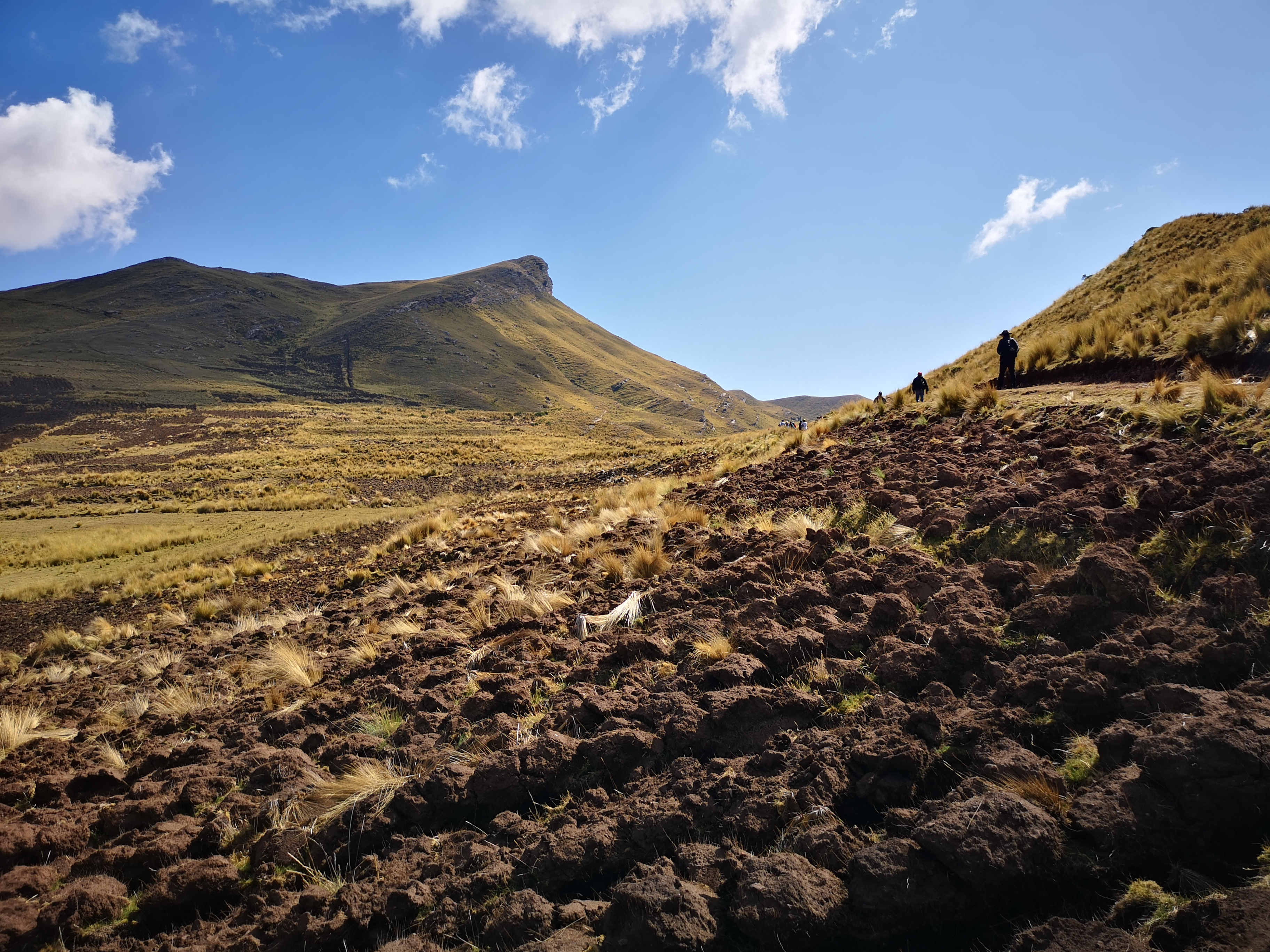
Apu Mamaysi munay (Mama Simona)

Na antiga religião e mitologia do Peru, Equador e Bolívia, apu é o termo usado para descrever os espíritos tutelares que se manifestam nas montanhas(urqus)e, por vezes, em rochas solitárias, consideradas sagradas pelos inca- tipicamente com características antropomórficas-  e que protegem a população local. Apu também é o nome dado aos locais sagrados encontrados nessas montanhas. Os Apus são espíritos comumente tutelares masculinos em contraposição às mamarit'i.
Na cosmovisão andina algumas características geográficas do espaço eram consideradas sagradas e sua manutenção dependia de rituais.
Entre os poderes atribuídos aos apus estão o de se comunicar com os humanos e o de fazer estátuas se moverem. Os apus também podem se irritar com a conduta humana e trazer desastres.

## Significados
A palavra apu tem vários significados possíveis, dependendo do contexto.
'Apu' significa "Senhor" em Quechua. A religião Inca usa o termo 'apu' em referência a uma montanha considerada sagrada, vista como uma manifestação de uma divindade; o corpo e a energia da montanha forma juntos o wasi ("casa" ou "templo").

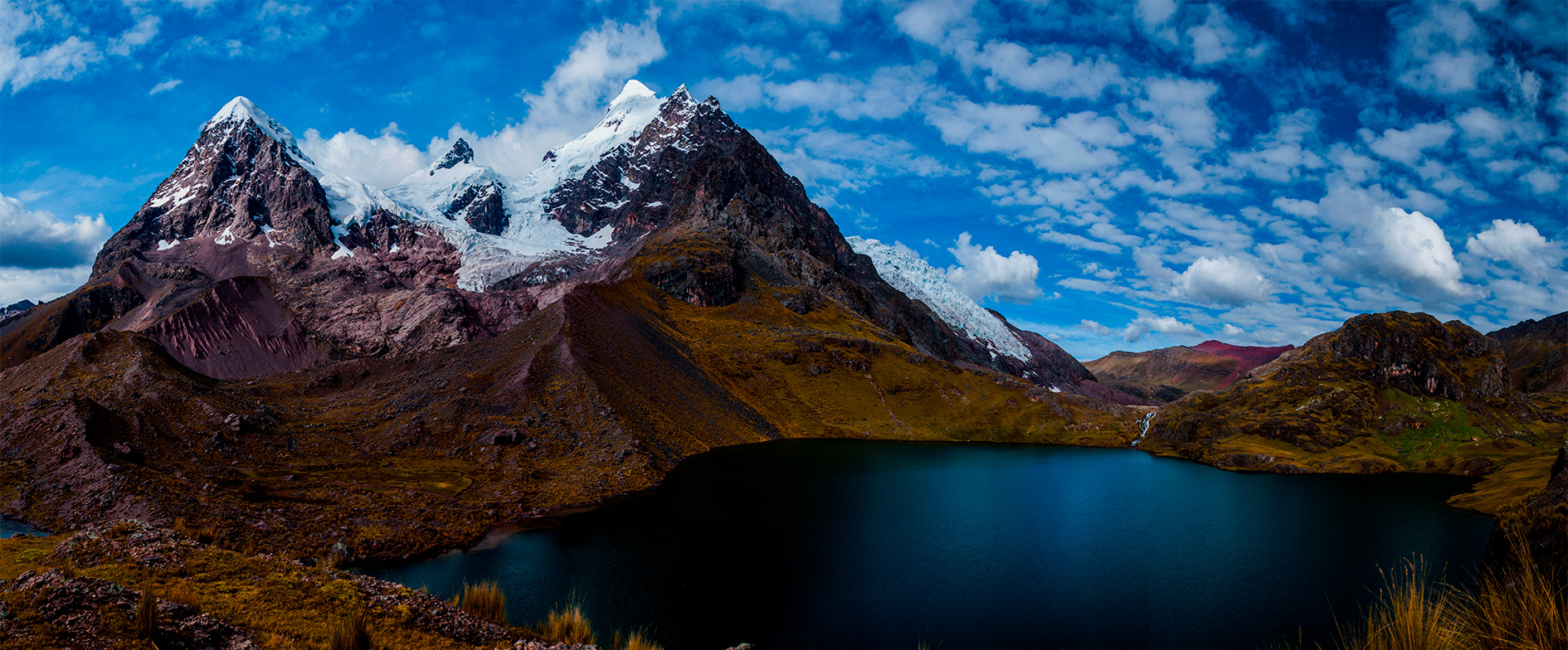
A Montanha Ausangate é considerada um Llaqta Apu

- Ayllu Apu – protetor de  uma comunidade, um ayllu (such as Apu Manuel Pinta, Apu Pukin e Apu Pinkol)[14][7]
- Llaqta Apu – protetor de uma região (Apu Mama Simona, Saksaywaman e Wanakauri)[14][6][7]
- Suyu Apu – protetor de um país ( Apu Salkantay e Apu Ausangate)[14][7]

Além das montanhas, existem outros seres que são considerados apu - os chamados Tekse Apu. Na tradição Andina, Pachamama (Mãe Cósmica), Wiraqocha (Deus ou pai cósmico), Taita Inti (Pai Sol), Taita Waira (Pai Vento), Mama Unu (Água Mãe), Mama Killa (Mãe Lua) e Mama Ch'aska (Estrelas-mãe) podem ser vistas em todo o mundo, razão pela qual são conhecidas como Tekse Apu, que significa " Apu Global ". O termo apu também é aplicado a personagens religiosos não andino como Jesus e Maria.

## Apu

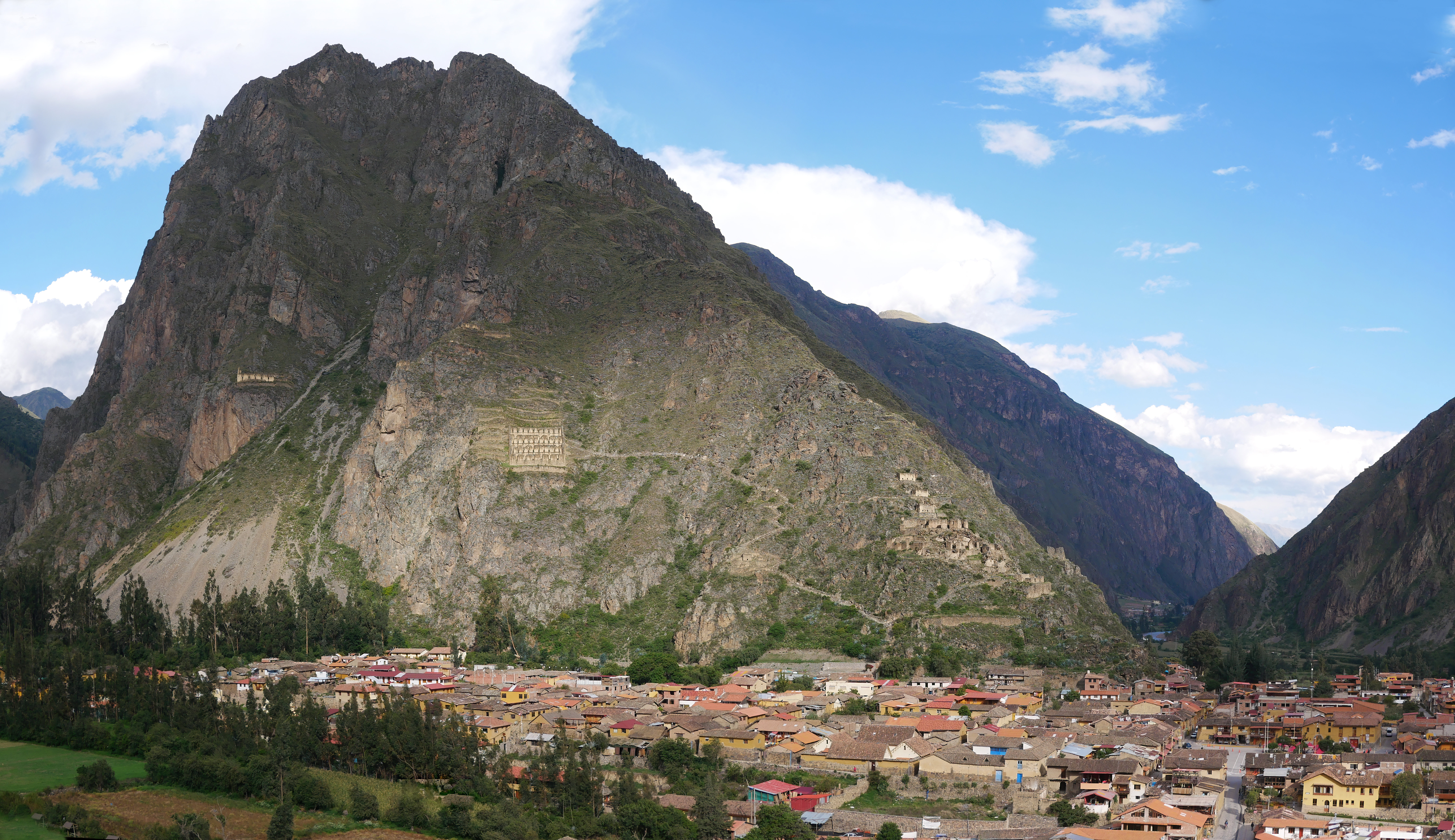
Vista de Ollantaytambo

Os doze apu sagrados de Cusco são: Ausangate, Salkantay, Mama Simona, Pillku Urqu, Manuel Pinta, Wanakawri, Pachatusan, Pikchu, Saksaywaman, Viraqochan, Pukin, e Sinqa.
Outros apu na Bolívia e no Peru são: Akamari, Antikuna, Chachani, Kimsa Chata, Illampu, Senhora de Illimani, Machu Picchu, Pitusiray, Putucusi, Qullqipunku, Sinaqara, Tunupa, Willka Wiqi (Wakay Willka), Wamanrasu, Huayna Picchu e Yanantin.